# John Culver
John Culver (Rochester, 1932. augusztus 8. – Washington, 2018. december 26.) az Amerikai Egyesült Államok szenátora (Iowa, 1975–1981).